# Jenny Hempel
Jenny Hempel de Munthe (19 de febrero de 1882 – 13 de febrero de 1975) fue una pionera en fisiología vegetal danesa. En 1916 fue la primera mujer danesa en recibir un doctorado en una disciplina botánica – y hasta 1956 la única. Descubrió las fluctuaciones diurnas de acidez en la savia de las plantas suculentas, que hoy se sabe está relacionado con el metabolismo ácido de las crasuláceas.

## Biografía
Jenny Hempel era hija de un boticario de Copenhague. Estudió fisiología vegetal con el profesor Wilhelm Johannsen, junto con P. Boysen Jensen. Obtuvo el grado de magíster en 1911 por sus estudios en el efecto del éter en el crecimiento vegetal. Luego trabajó con S. P. L. Sørensen en el Laboratorio Carlsberg. Allí  estudió el pH de la savia vegetal, en particular las fluctuaciones diurnas en acidez de la savia en plantas suculentas, observadas por primera vez por Benjamin Heyne. Defendió su tesis de PhD sobre ese tema en 1916 siendo la primera mujer danesa en obtenerlo. 
En 1917 se casó con el bibliotecario noruego Wilhelm Munthe, con quien tuvo dos hijos. Después de su matrimonio abandonó su carrera científica.
Sus descubrimientos abrieron posibilidades más amplias de investigación sobre el pH de suelos y plantas, realizadas por Christen Raunkiær y su estudiante Carsten Olsen.

## Algunas publicaciones
- 1916. Bidrag til kundskaben om Succulenternes Fysiologi: En plantefysiologisk studie, &c. Publicó Hagerup, 148 p.
- 1914. Stoffernes Kredsløb i Naturen, set fra plantefysiologisk Standpunkt. Udgivet af Universitetsudvalget. 15 p.
- 1911. Researches Into the Effect of Etherization on Plant-metabolism, v. 6 de Kongelige Danske Videnskabernes Selskab. Naturvidenskabelig og Mathematisk Afdeling: Skrifter. Raekke 7. Publicó Høst, 65 p.